# آثلونه
آثلونه (به لاتین: Athlone) یک منطقهٔ مسکونی در جمهوری ایرلند است که در North-West واقع شده‌است. آثلونه ۱۰٫۹۲ کیلومتر مربع مساحت و ۲۱٬۳۵۱ نفر جمعیت دارد و ۵۶ متر بالاتر از سطح دریا واقع شده‌است.

## خواهرخوانده
شهر Châteaubriant خواهرخواندهٔ آثلونه هست.